# Edificio de la Compañía Colonial
El Edificio de la Compañía Colonial o Edificio Conrado Martín es un edificio modernista de la ciudad de Madrid (España).

## Historia y características
La edificación se encuentra situada en el número 16 de la Calle Mayor, en el barrio de Sol del distrito Centro de la capital española.
La Compañía Colonial, una empresa centrada en el chocolate y los productos ultramarinos, asignó el proyecto de construcción de su sede a Miguel Mathet y a su hijo Jerónimo Pedro Mathet, y la construcción tuvo lugar entre 1906 y 1909.
Recibió el premio de arquitectura del Ayuntamiento de Madrid en 1908. Pedro Navascués lo adscribió a un «modernismo templado», aunque también se ha señalado que el edificio, además de la manifestación de modernismo madrileño que supone, principalmente restringida a los detalles ornamentales y la fachada, también se aproxima a un estilo ecléctico.